# انفصام الحساسية
انفصام الحساسية هو مصطلح أدبي استخدمه أول مرة إليوت في مقالته «شعراء ما وراء الطبيعة، أو الشعراء الميتافيزيقيون». حيث قال فيه: «إن شعراء القرن السابع عشر وهم خلفاء شعراء القرن السادس عشر كانوا يتمتعون بجهاز من الحساسية يستطيع أن يلتهم أي نوع من التجربة الإنسانية» وفي القرن السابع عشر ظهر نوع تفكك أو انفصام للحساسية لا نزال نعاني منها.